# Besiberri Sur
El Besiberri Sur es un pico de los Pirineos con una altitud 3024 metros,  está situado en la comarca de la Alta Ribagorza en la provincia de Lérida.

## Descripción
El Besiberri Sur está situado en el Macizo del Besiberri, forman parte de este macizo los picos del el Besiberri Norte (3015 metros), Besiberri Medio (2995 metros) y el Comaloforno (3029 metros).

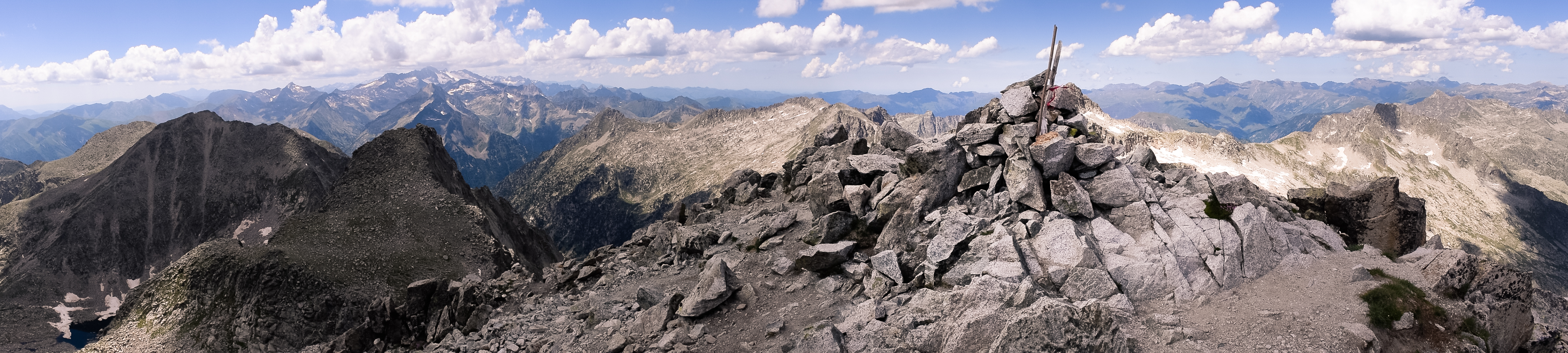
Vista de la cima del Besiberri Sur